# Реакционари
„Реакционари” је југословенски ТВ филм из 1975. године. Режирао га је Владо Стефанчић а сценарио је написао Драго Гервајс.

## Улоге
| Глумац         | Улога |
| -------------- | ----- |
| Дамир Мејовшек |       |
| Бранка Стрмац  |       |
| Звонко Стрмац  |       |
| Шпиро Губерина |       |
| Ивона Грунбаум |       |
| Борис Павленић |       |
| Нада Роко      |       |
| Лела Маргитић  |       |
| Бранко Кубик   |       |

Остале улоге ▼
| Глумац              | Улога |
| ------------------- | ----- |
| Рајко Бундало       |       |
| Владимир Крстуловић |       |
| Ђурђа Ивезић        |       |
| Жарко Поточњак      |       |